# Etta (prénom)
Pour les articles homonymes, voir Etta.
Etta est un prénom féminin italien ou anglais, respectivement forme réduite des prénoms Antonietta et Henrietta. Etta est aussi présent en danois, finnois, norvégien et suédois et peut désigner :

## Prénom
- Etta Baker (1913-2006), guitariste et banjoïste américaine
- Etta Banda (née en 1949), femme politique malawite
- Etta Moten Barnett (en) (1901-2004), actrice et chanteuse américaine
- Etta Cameron (1939-2010), chanteuse américano-danoise
- Etta Deikman (en), artiste abstraite américaine
- Etta Zuber Falconer (1933-2002), mathématicienne américaine
- Etta Federn-Kohlhaas (1883-1951), écrivaine et traductrice allemande
- Etta C. Gravely (en) (né en 1939),
- Etta Hulme (en) (1923-2014), dessinatrice américaine
- Etta James (1938-2012), chanteuse américaine de jazz et rock
- Etta Jones (1928-2001), chanteuse de jazz américaine
- Etta Lee (en) (1906-1956), actrice américaine de films muets
- Etta Wedell Mastbaum (en) (1866-1953), philanthrope et collectionneuse américaine
- Etta May (en), comédienne de télévision américaine
- Etta McDaniel (1890-1946), actrice américaine
- Etta Murfitt (en) (née en 1966), danseuse et chorégraphe britannique
- Etta Neumann (en), joueuse autrichienne de tennis sur table
- Etta Palm d'Aelders (1743-1799), espionne et féministe néerlandaise
- Etta Place (c. 1878-?), complice américaine du hors-la-loi Butch Cassidy
- Etta Scollo (en) (né en 1958), chanteuse et compositrice italienne
- Etta Semple (1854-1914), éditrice et féministe américaine
- Etta Angell Wheeler (en) (1834-1921), activiste américain en protection de l'enfance
- Etta Wriedt (en) (1859-1942), medium américaine

### Personnage
- Etta Candy, personnage de Sensation Comics de DC Comics
- Etta Kett, personnage de bande dessinée

## Référence
1. 1 2 3  (en) « Etta », sur Name-doctor.com (consulté le 11 octobre 2019)